# Sauropus androgynus
Espèce
Classification phylogénétique
Synonymes
- Aalius androgyna (L.) Kuntze
- Aalius retroversa (Wight) Kuntze
- Aalius sumatrana (Miq.) Kuntze
- Agyneia ovata Poir.
- Andrachne ovata Lam. ex Poir.
- Breynia androgyna (L.) Chakrab. & N.P. Balakr.
- Clutia androgyna L. - basionyme
- Phyllanthus androgynus (L.) Chakrab. & N.P. Balakr.
- Phyllanthus androgynus (L.) J.Á. González - invalide
- Phyllanthus strictus Roxb.
- Sauropus albicans Blume
- Sauropus albicans var. gardnerianus (Wight) Müll. Arg.
- Sauropus albicans var. intermedius Müll. Arg.
- Sauropus albicans var. zeylanicus (Wight) Müll. Arg.
- Sauropus convexus J.J. Sm.
- Sauropus gardnerianus Wight
- Sauropus indicus Wight
- Sauropus parviflorus Pax & K. Hoffm.
- Sauropus retroversus Wight
- Sauropus scandens C.B. Rob.
- Sauropus sumatranus Miq.
- Sauropus zeylanicus Wight[2]

Sauropus androgynus est une espèce de plantes à fleurs de la famille des Phyllanthaceae. C'est un arbuste originaire d'Asie et cultivé dans certaines régions tropicales comme légume-feuille.
Sauropus androgynus ne doit pas être confondu avec Phyllanthus acidus avec qui il partage certains de ses noms vernaculaires (ex : star gooseberry).

## Répartition
Sauropus androgynus est originaire du sud de l'Inde, du Sri Lanka et d'Asie du Sud-Est (Indonésie, Malaisie, Laos, Vietnam, Thaïlande, Taïwan, Sud de la Chine). Il a été introduit ponctuellement dans d'autres régions tropicales pour sa culture.

## Description
Ses multiples tiges érigées peuvent atteindre 2,5 mètres de haut et portent des feuilles ovales vert foncé longues de 5-6 centimètres.

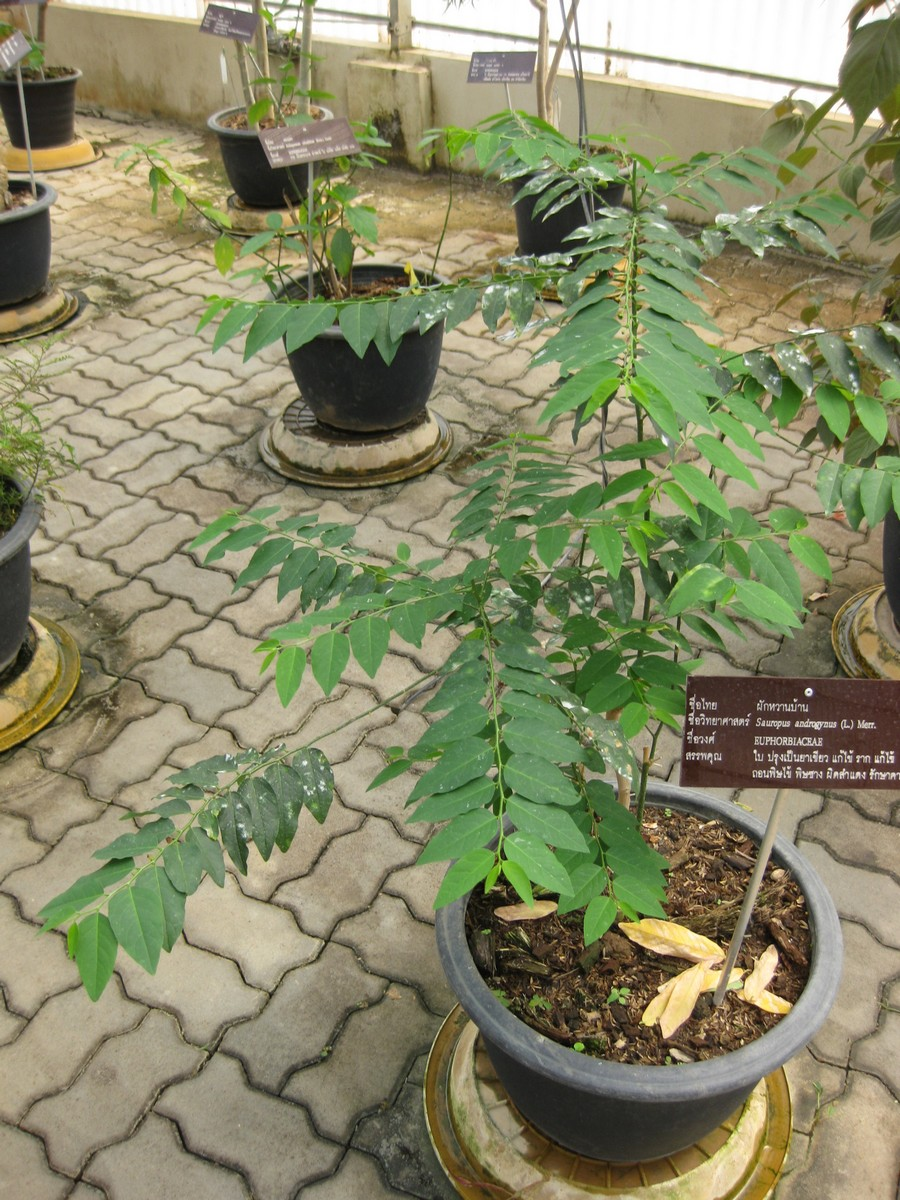
Sauropus androgynus en pot, au Jardin botanique de la reine Sirikit, en Thaïlande.

Cette espèce, commune dans les forêts sempervirentes, est cultivée jusqu'à 1 300 mètres d'altitude.

## Pathogènes
Sauropus androgynus est un hôte majeur pour la mouche des fruits orientale Bactrocera dorsalis, mais aussi accessoirement pour les mouches blanches Aleurodicus dispersus et Bemisia euphorbiae, l'Enroulement chlorotique du trèfle Candidatus Phytoplasma trifolii et le virus New Delhi des feuilles enroulées de la tomate.

## Noms vernaculaires
Sauropus androgynus tient une place importante dans les cultures asiatiques, aussi a-t-il de nombreux noms vernaculaires parmi les langues parlées dans la région :
- Monde anglophone - Star gooseberry, sweet-leaf bush, sweet-leaf sauropus, sweet shoot, Chinese malunggay, Japanese Malungay, multivitamin green, multivitamin plant
- Khmer (Cambodgien) - Dom nghob, ngub
- Chinois - Mani cai  (马尼菜),
  - Guangdong - Shou gong mu
  - Hainanais - Shu zai cai
  - Guangxi - yue nan cai
- Indonésie
  - Soundanais - Daun katuk
  - Javanais - babing
  - Minangkabau - simani
- Japonais - Ruridama-no-ki, amame shiba (アマメシバ)
- Lao - Hvaan baanz
- Malaisie
  - Malais (péninsule) - Katuk, sayur manis, asin-asin, cekur manis, chekup manis, cekok manis, pucuk manis, changkok manis
  - (Iban, Malay, Melanau) - cangkok manis
- Birman - Yo-ma-hin-yo
- Philippines
  - Philippin =  Chinese Malunggay,
  - Tagalog - Binahian
- Sri Lanka - Mella-dum-kola, Japan batu, Japanbatu kola
- Espagnol - Katuk
- Thaïlande
  - Thaï général - Phak waan baan' (ผักหวานบ้าน), pak-wanban, pak waan, phac ot
  - Nord - kaan tong
  - Prachuap Khiri Khan - ma yom paa
- Vietnamien - Rau ngót, bu ngot, bo ngot, rau tuot, hum ngot
- États d'Inde –
  - Îles Andaman-et-Nicobar - Chakrmani
  - Assamais (Assam) - Bari sundari
  - Bengali (Bengale-Occidental) - Chakurmani
  - Khasi (Meghalaya) - Dieng soh pit
  - Kannada (Karnataka) - 'Chakrani beru, Chinese soppu
  - Lepcha (Sikkim) - Sengtungrung
  - Malayalam (Kerala) - Malay cheera, madhura cheera, elacheera (tribu Muthuvan du district d'Idukki)
  - Tamil (Tamil Nadu) - Thavasai murungai (thavasimurungai)[5],[6],[7]

## Utilisations culinaires
Feuilles, fruits immatures, et fleurs sont consommés cuits comme légume-feuille,.
Il s'agit d'un des légumes-feuilles les plus populaires d'Asie du Sud et du Sud-Est. Il est connu pour son bon rendement et sa palatabilité.
Ses jeunes tiges ont été vendues comme « asperges tropicales. » 
Au Vietnam, on le cuisine en soupes, mélangé avec de la chair de crabe, du porc émincé ou des crevettes séchées. 
En Malaisie, il est communément poêlé avec des œufs ou des anchois séchés. 
On consomme aussi ses fleurs et ses petits fruits violacés.

### Nutrition
Les feuilles de Sauropus androgynus sont particulièrement riches en vitamine E : une étude portant sur 62 plantes tropicales comestibles rapporte que la teneur la plus élevée en α-tocophérol avait été mesurée dans les feuilles de Sauropus androgynus (426,8 mg / kg de portion comestible).
Sauropus androgynus présente aussi un fort taux de provitamine A, de caroténoïdes, en particulier dans les feuilles fraîchement cueillies, ainsi que des niveaux élevés de vitamines B et C, de polyphénols (tannins), de protéines et de minéraux. Plus les feuilles sont matures, plus la teneur en éléments nutritifs est élevée,.

## Santé
En Indonésie, les feuilles utilisées en infusion sont censées améliorer la montée de lait des mères allaitantes.
La consommation de Sauropus androgynus a été associée aux maladies des bronchioles,.
Une étude suggère qu'une consommation excessive de jus de feuilles (très populaire à Taïwan dans les années 1990 pour le contrôle du poids) peut entrainer des dommages aux poumons en raison de ses teneurs élevées en papavérine (alcaloïde).
Des études récentes indiquent que Sauropus androgynus favorise la régénération et la multiplication dans l'organogenèse et l'embryogenèse somatique.

### Activité antioxydante
L'activité antioxydante totale de pousses de diverses plantes a été mesurée par le thiocyanate ferrique (FTC) et l'acide thiobarbiturique (TBA) avec une absorbance de 500 nm et 532 nm. Les résultats classés par ordre décroissant d'activité antioxydante étaient respectivement : 
pour l'extrait aqueux - Manihot utilissima (frais)> Diplazium esculentum (frais)> Sauropus androgynus (frais)> M.utilissima (bouilli)> D.esculentum (bouilli)> S.androgynus (bouilli)
pour l'extrait organique à l'hexane - S.androgynus (frais)> D.esculentum (frais) > M.utilissima (frais)> M.utilissima (bouilli)> D.esculentum (bouilli)> S.androgynus (bouilli)

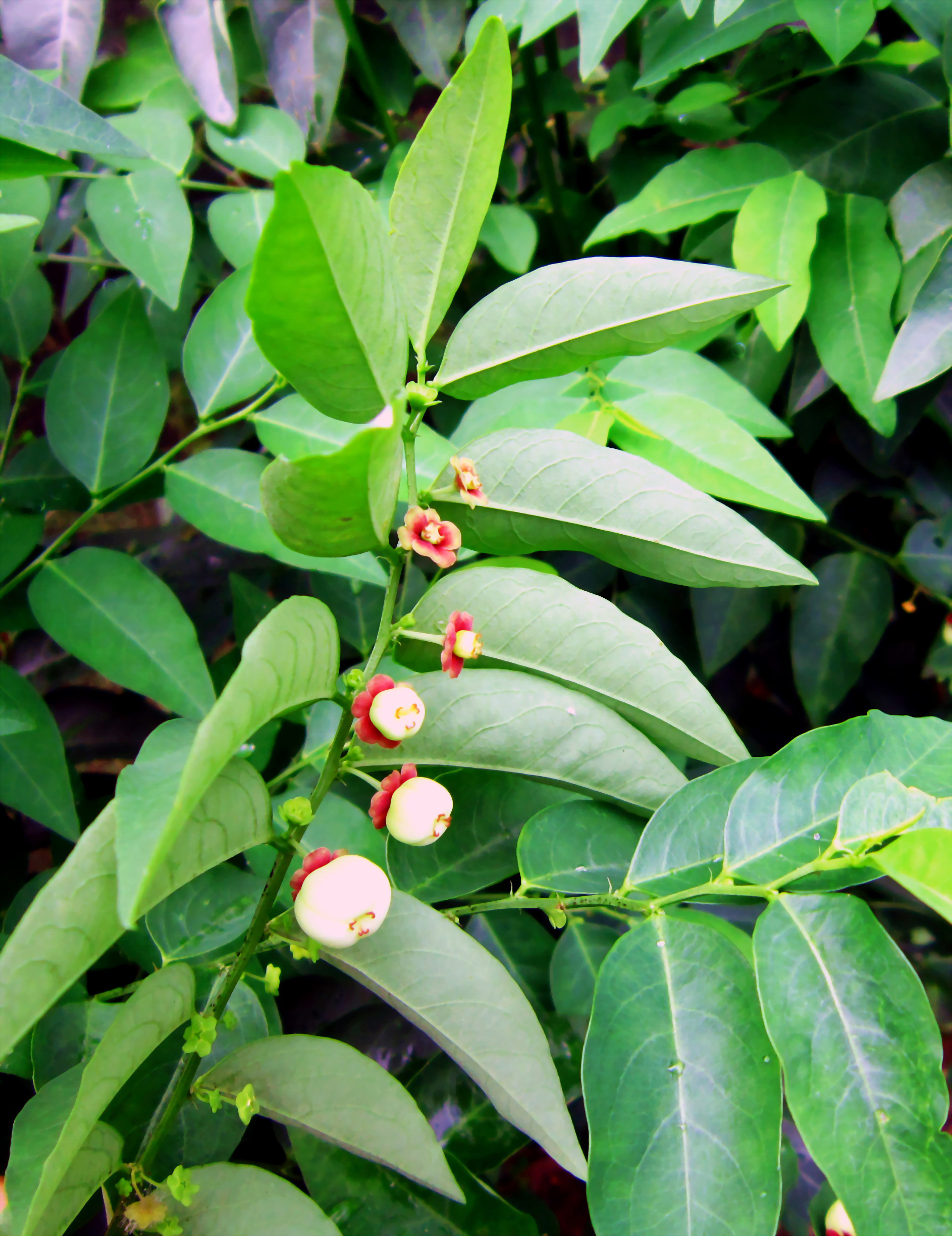
rameau fertile de Sauropus androgynus.
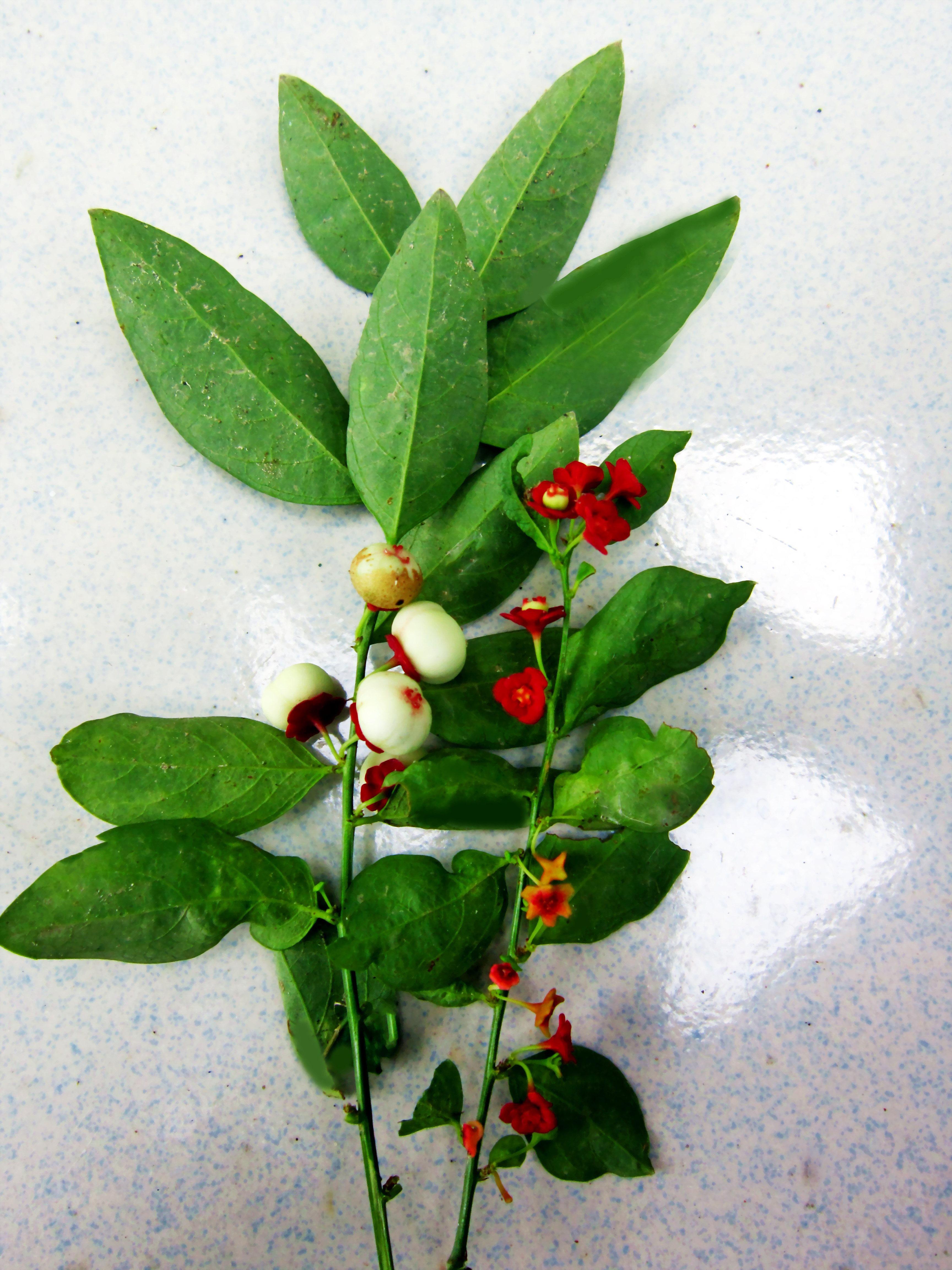
rameau fertile de Sauropus androgynus.
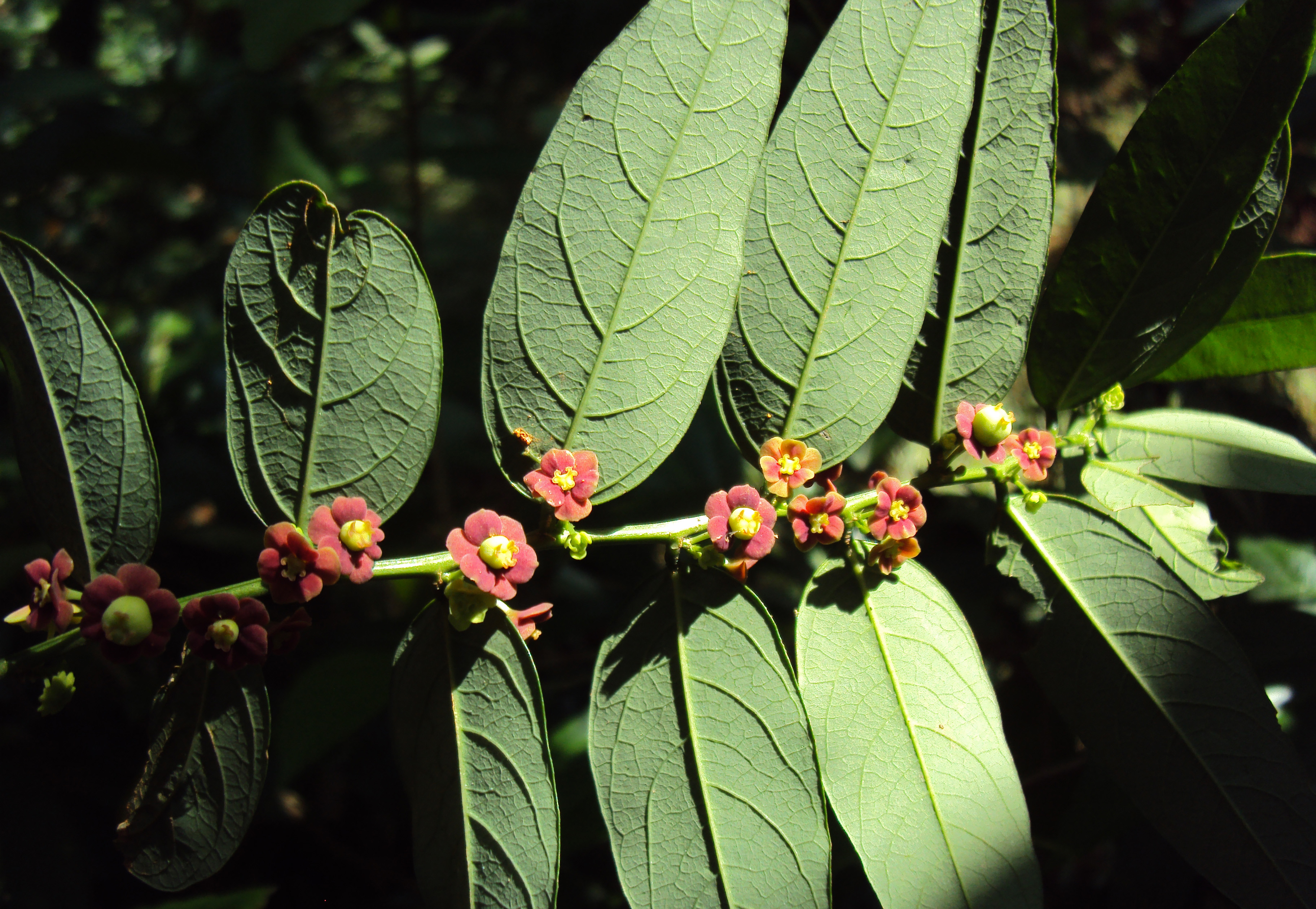
fleurs de Sauropus androgynus.
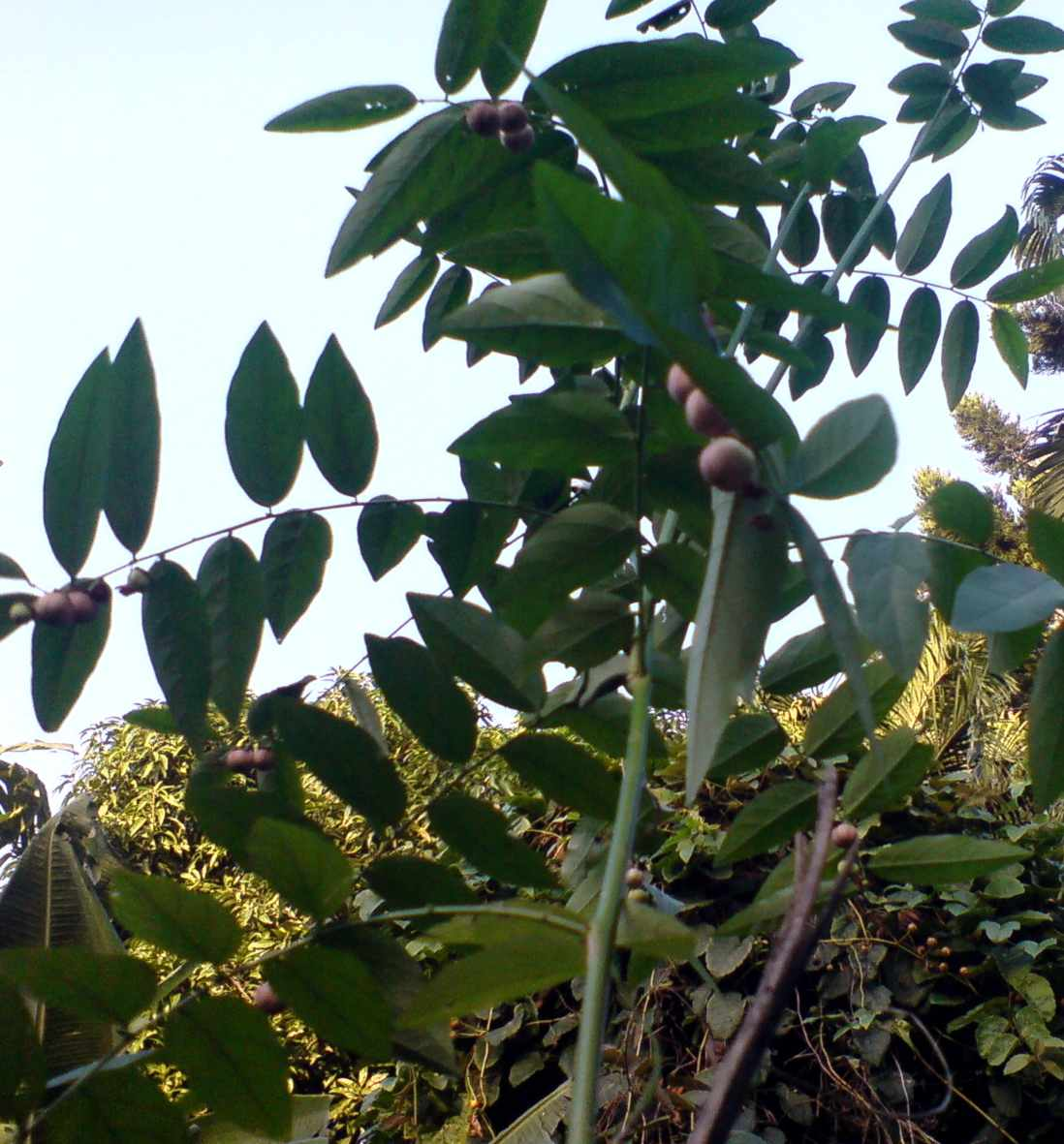
branche de Sauropus androgynus chargée de fruits.
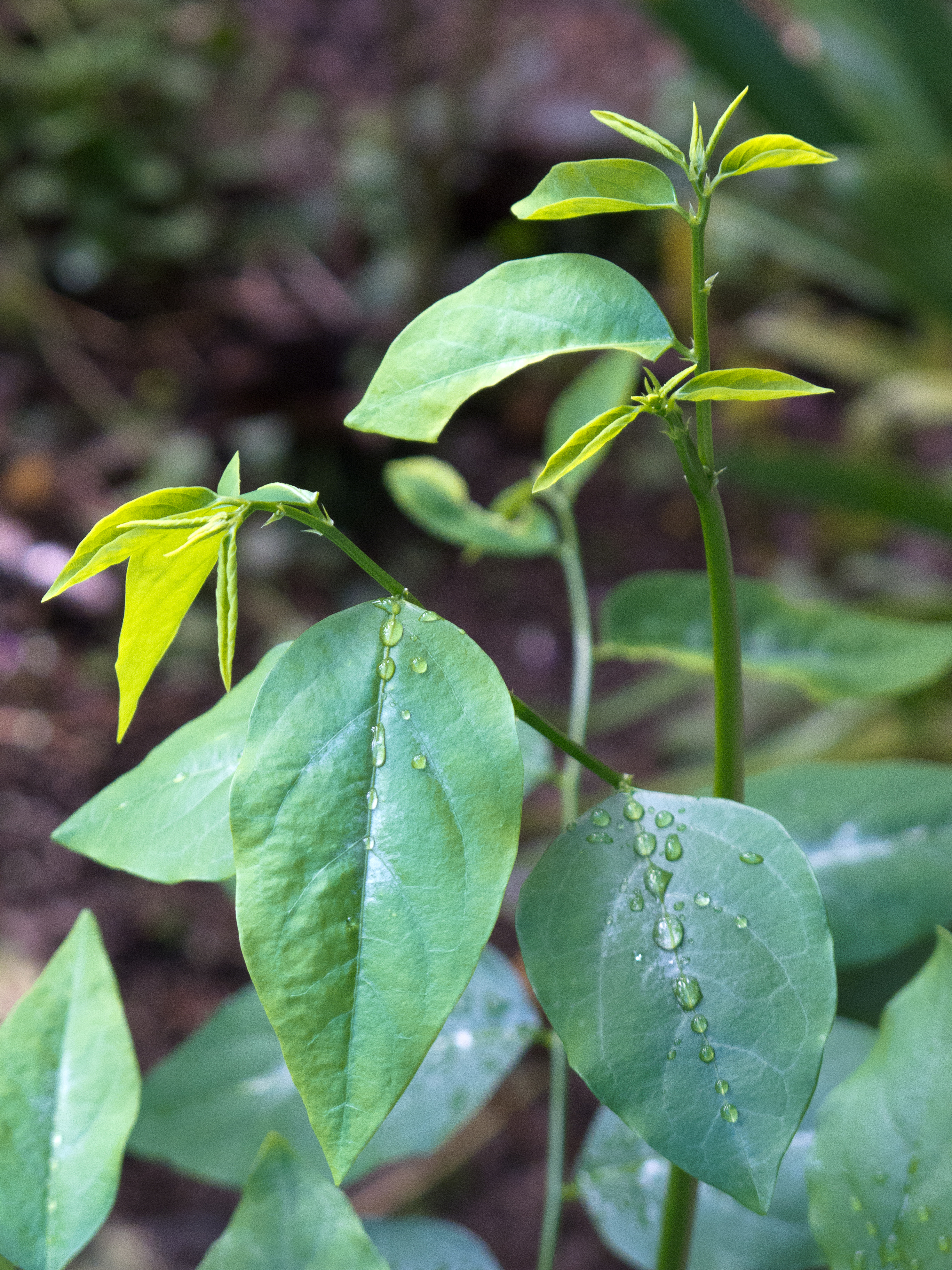
jeune tige de Sauropus androgynus.
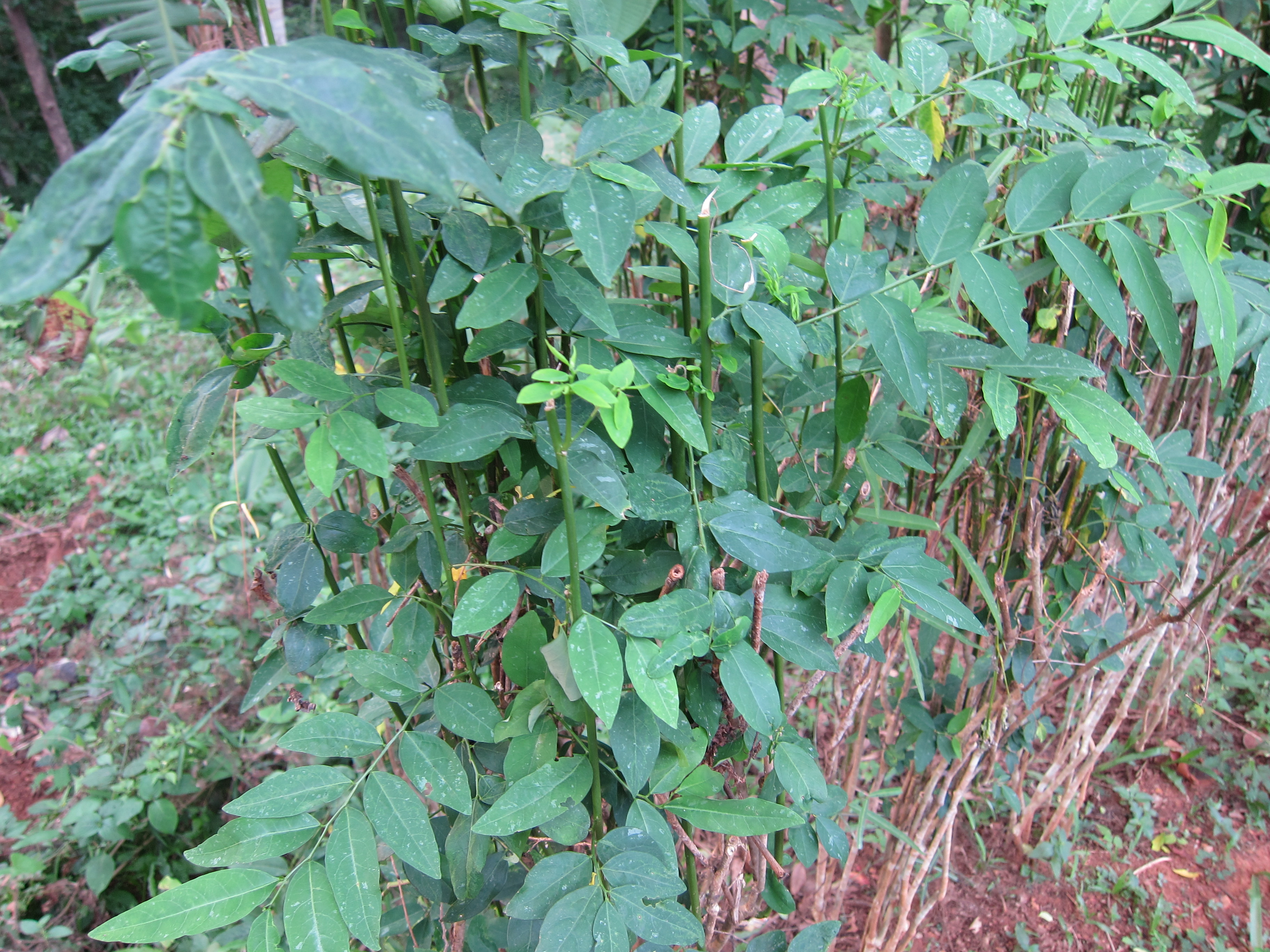
pieds de Sauropus androgynus récoltés.
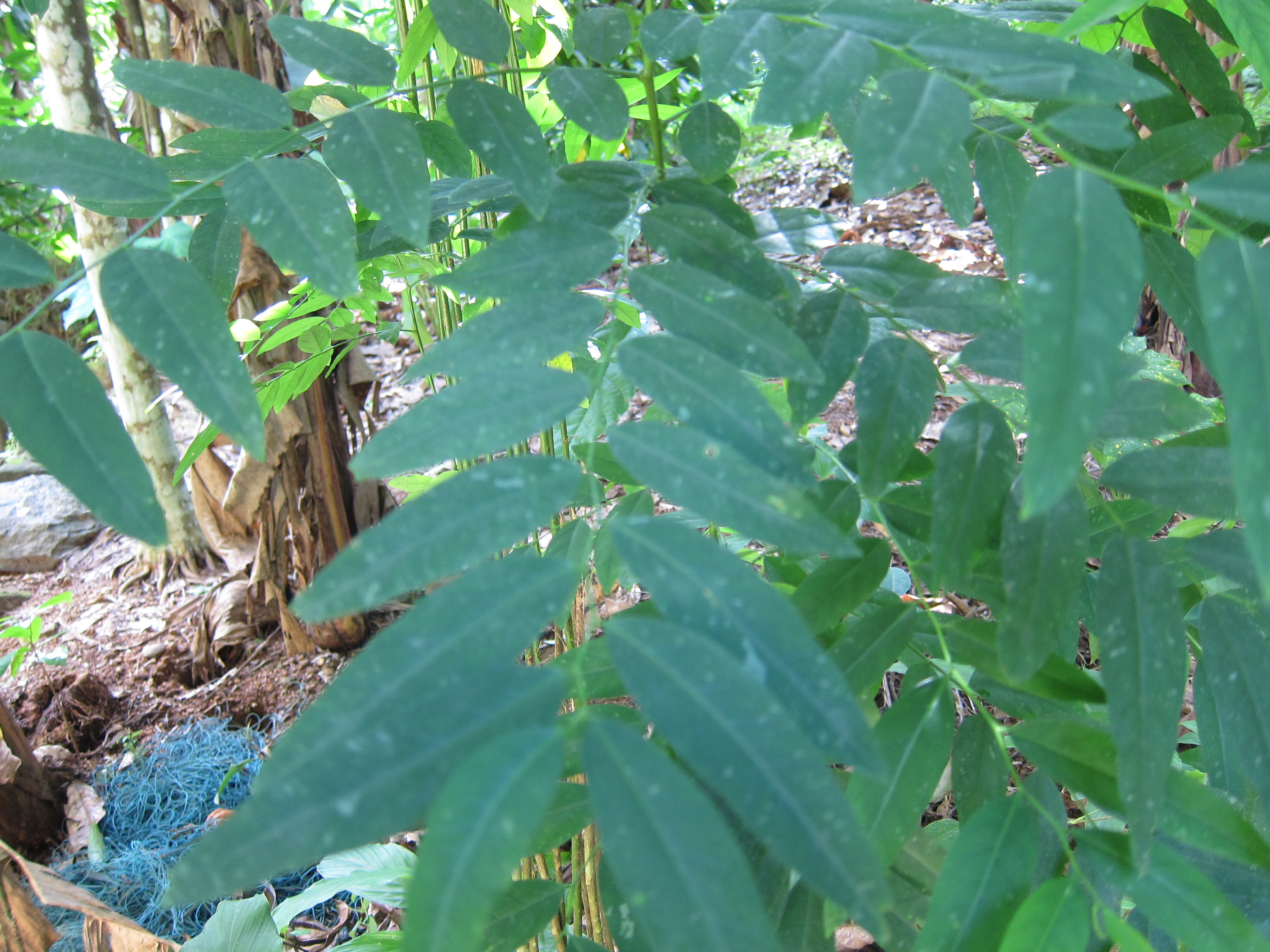
rameau feuillé de Sauropus androgynus.
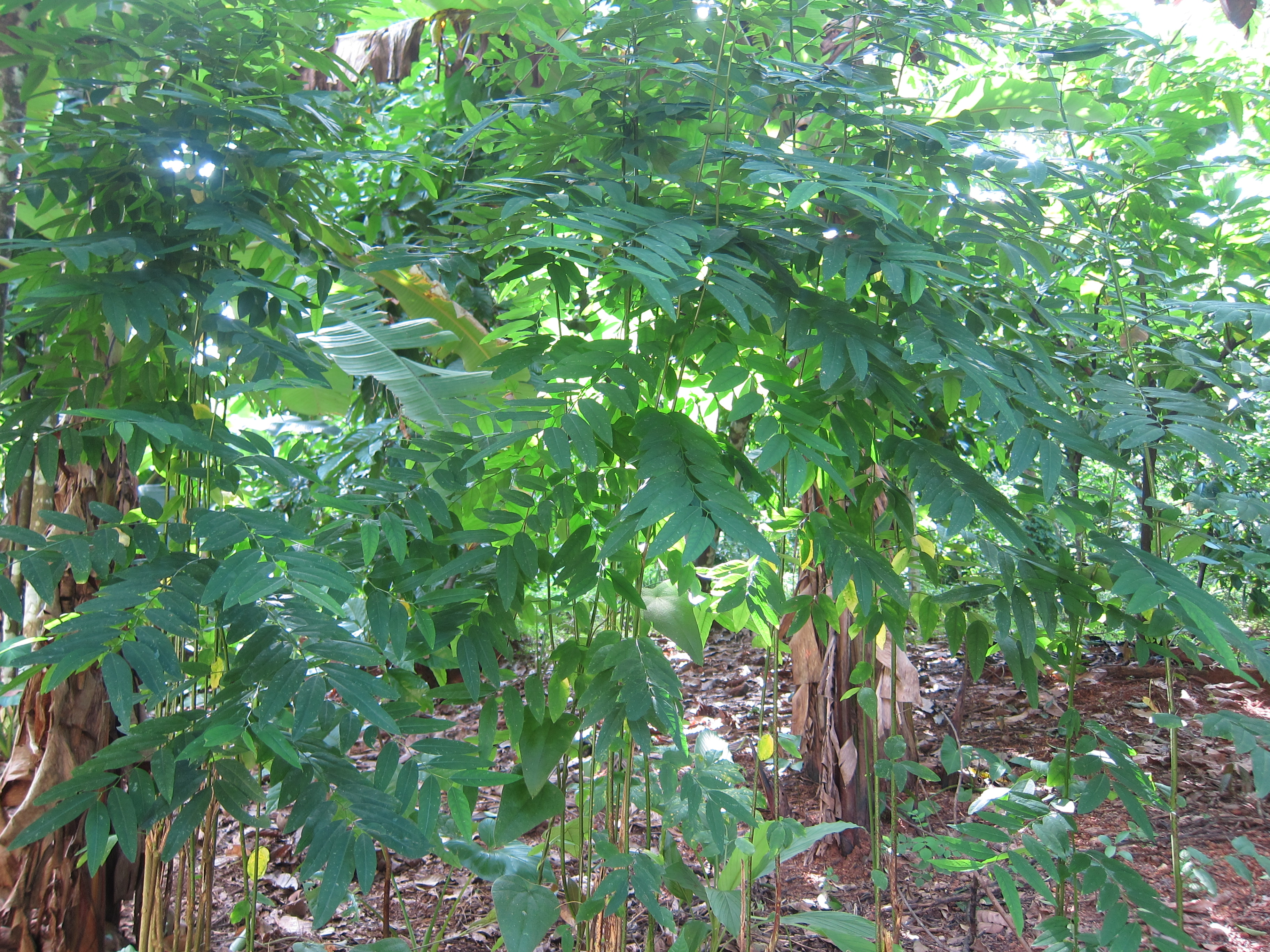
Sauropus androgynus en culture associée avec des bananiers.